# Diastata interrupta
Diastata interrupta är en tvåvingeart som beskrevs av Barraclough 1992. Diastata interrupta ingår i släktet Diastata och familjen sumpskogsflugor. Inga underarter finns listade i Catalogue of Life.